# Železne Dveri
Železne Dveri este o localitate din comuna Ljutomer, Slovenia, cu o populație de 49 de locuitori.